# Hyphessobrycon
Il genere Hyphessobrycon comprende oltre un centinaio di specie di piccoli pesci d'acqua dolce, appartenenti alla famiglia Characidae, con sottofamiglia incerta.

## Distribuzione e habitat
Queste specie sono diffuse in Sudamerica, nei bacini idrografici dei fiumi compresi nella fascia tropicale. Abitano acque diverse.

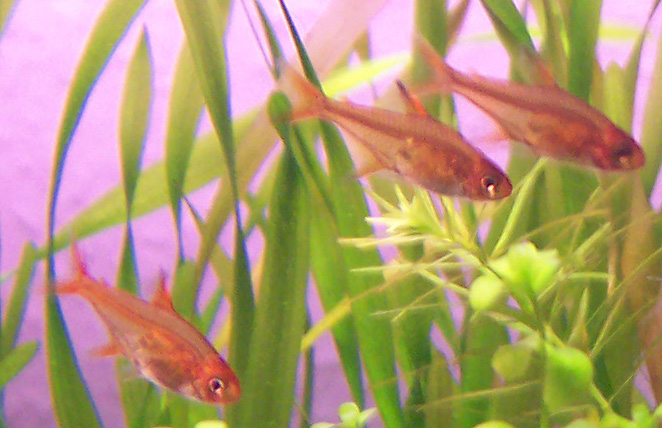
Hyphessobrycon amandae

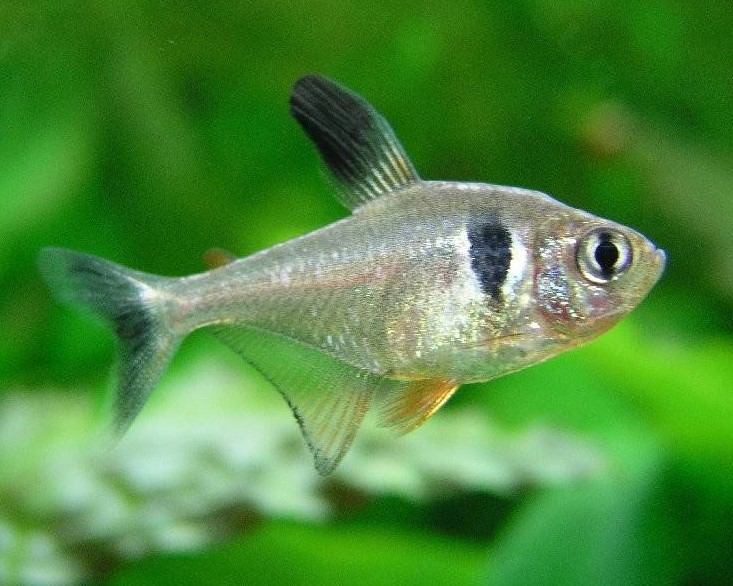
Femmina di Hyphessobrycon megalopterus

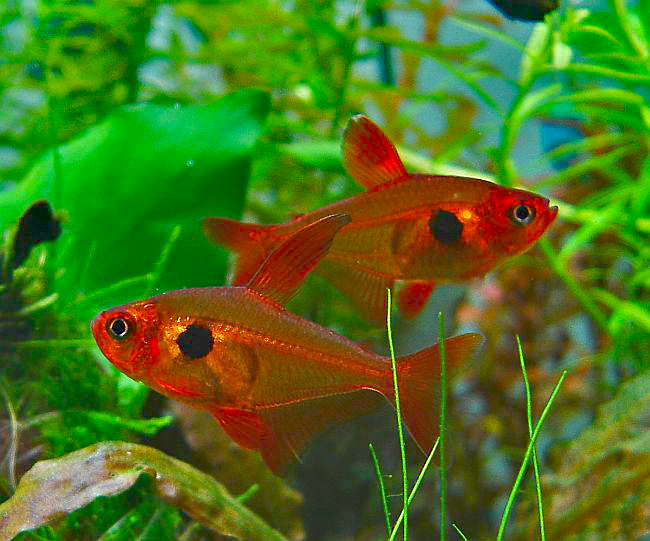
Hyphessobrycon sweglesi

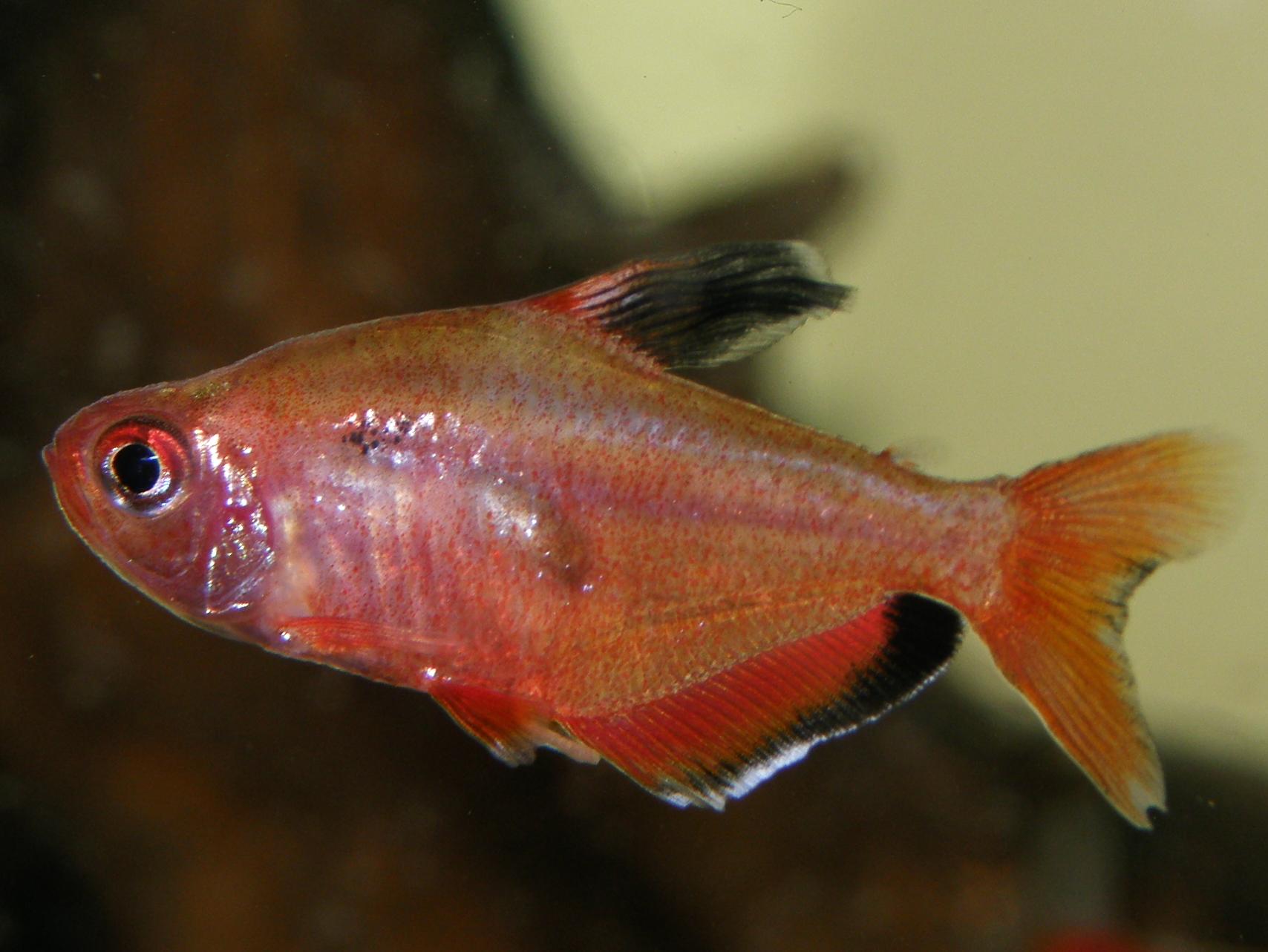
Hyphessobrycon serpae

## Descrizione
Tendenzialmente la forma del corpo degli Hyphessobrycon ricorda un rombo: testa a punta, profili dorsale e ventrale arcuati (ad angolo ottuso) e peduncolo caudale stretto e corto. I fianchi sono molto compressi. Alcune specie sono più magre e allungate. La colorazione varia da grigio argenteo a rosso, con diverse soluzioni.

## Etologia
Sono tutti piccoli pesci pacifici che in natura vivono in branchi di almeno 5 esemplari, ma solitamente molti di più e coprono tutti i livelli di nuoto.

## Tassonomia
Il genere comprende 139 specie:
- Hyphessobrycon albolineatum
- Hyphessobrycon amandae
- Hyphessobrycon amapaensis
- Hyphessobrycon anisitsi
- Hyphessobrycon arianae
- Hyphessobrycon auca
- Hyphessobrycon axelrodi
- Hyphessobrycon balbus
- Hyphessobrycon bentosi
- Hyphessobrycon bifasciatus
- Hyphessobrycon borealis
- Hyphessobrycon boulengeri
- Hyphessobrycon cachimbensis
- Hyphessobrycon catableptus
- Hyphessobrycon coelestinus
- Hyphessobrycon columbianus
- Hyphessobrycon compressus
- Hyphessobrycon condotensis
- Hyphessobrycon copelandi
- Hyphessobrycon cyanotaenia
- Hyphessobrycon diancistrus
- Hyphessobrycon duragenys
- Hyphessobrycon ecuadorensis
- Hyphessobrycon ecuadoriensis
- Hyphessobrycon eilyos
- Hyphessobrycon elachys
- Hyphessobrycon eos
- Hyphessobrycon epicharis
- Hyphessobrycon eques
- Hyphessobrycon erythrostigma
- Hyphessobrycon fernandezi
- Hyphessobrycon flammeus
- Hyphessobrycon frankei
- Hyphessobrycon georgettae
- Hyphessobrycon gracilior
- Hyphessobrycon griemi
- Hyphessobrycon guarani
- Hyphessobrycon hamatus
- Hyphessobrycon haraldschultzi
- Hyphessobrycon hasemani
- Hyphessobrycon heliacus
- Hyphessobrycon herbertaxelrodi
- Hyphessobrycon heterorhabdus
- Hyphessobrycon hexastichos
- Hyphessobrycon hildae
- Hyphessobrycon igneus
- Hyphessobrycon iheringi
- Hyphessobrycon inconstans
- Hyphessobrycon itaparicensis
- Hyphessobrycon langeanii
- Hyphessobrycon latus
- Hyphessobrycon loretoensis
- Hyphessobrycon loweae
- Hyphessobrycon luetkenii
- Hyphessobrycon maculicauda
- Hyphessobrycon megalopterus
- Hyphessobrycon melanopleurus
- Hyphessobrycon melanostichos
- Hyphessobrycon melasemeion
- Hyphessobrycon melazonatus
- Hyphessobrycon meridionalis
- Hyphessobrycon metae
- Hyphessobrycon micropterus
- Hyphessobrycon milleri
- Hyphessobrycon minimus
- Hyphessobrycon minor
- Hyphessobrycon moniliger
- Hyphessobrycon mutabilis
- Hyphessobrycon negodagua
- Hyphessobrycon nigricinctus
- Hyphessobrycon notidanos
- Hyphessobrycon panamensis
- Hyphessobrycon parvellus
- Hyphessobrycon peruvianus
- Hyphessobrycon piabinhas
- Hyphessobrycon poecilioides
- Hyphessobrycon procerus
- Hyphessobrycon proteus
- Hyphessobrycon pulchripinnis
- Hyphessobrycon pyrrhonotus
- Hyphessobrycon pytai
- Hyphessobrycon reticulatus
- Hyphessobrycon robustulus
- Hyphessobrycon rosaceus
- Hyphessobrycon roseus
- Hyphessobrycon saizi
- Hyphessobrycon santae
- Hyphessobrycon savagei
- Hyphessobrycon schauenseei
- Hyphessobrycon scholzei
- Hyphessobrycon scutulatus
- Hyphessobrycon simulatus
- Hyphessobrycon socolofi
- Hyphessobrycon sovichthys
- Hyphessobrycon stegemanni
- Hyphessobrycon stramineus
- Hyphessobrycon sweglesi
- Hyphessobrycon takasei
- Hyphessobrycon taurocephalus
- Hyphessobrycon tenuis
- Hyphessobrycon togoi
- Hyphessobrycon tortuguerae
- Hyphessobrycon tropis
- Hyphessobrycon tukunai
- Hyphessobrycon uruguayensis
- Hyphessobrycon vilmae
- Hyphessobrycon wajat
- Hyphessobrycon weitzmanorum
- Hyphessobrycon werneri

## Acquariofilia
Molte specie sono allevate, pescate e commercializzate poi in tutto il mondo per l'acquariofilia. Alcune delle quali vengono anche riprodotte con successo in cattività. Tuttavia è sempre buona norma allevarle in gruppi composti da almeno cinque esemplari, meglio una decina.